# Großarl
Großarl osztrák mezőváros Salzburg tartomány Sankt Johann im Pongau-i járásában. 2018 januárjában 3825 lakosa volt. 

## Elhelyezkedése

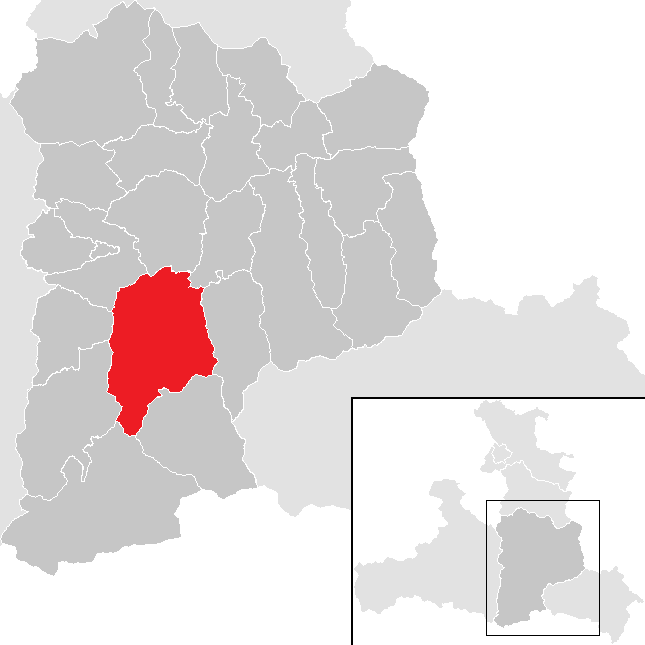
Großarl a St. Johann im Pongau-i járásban

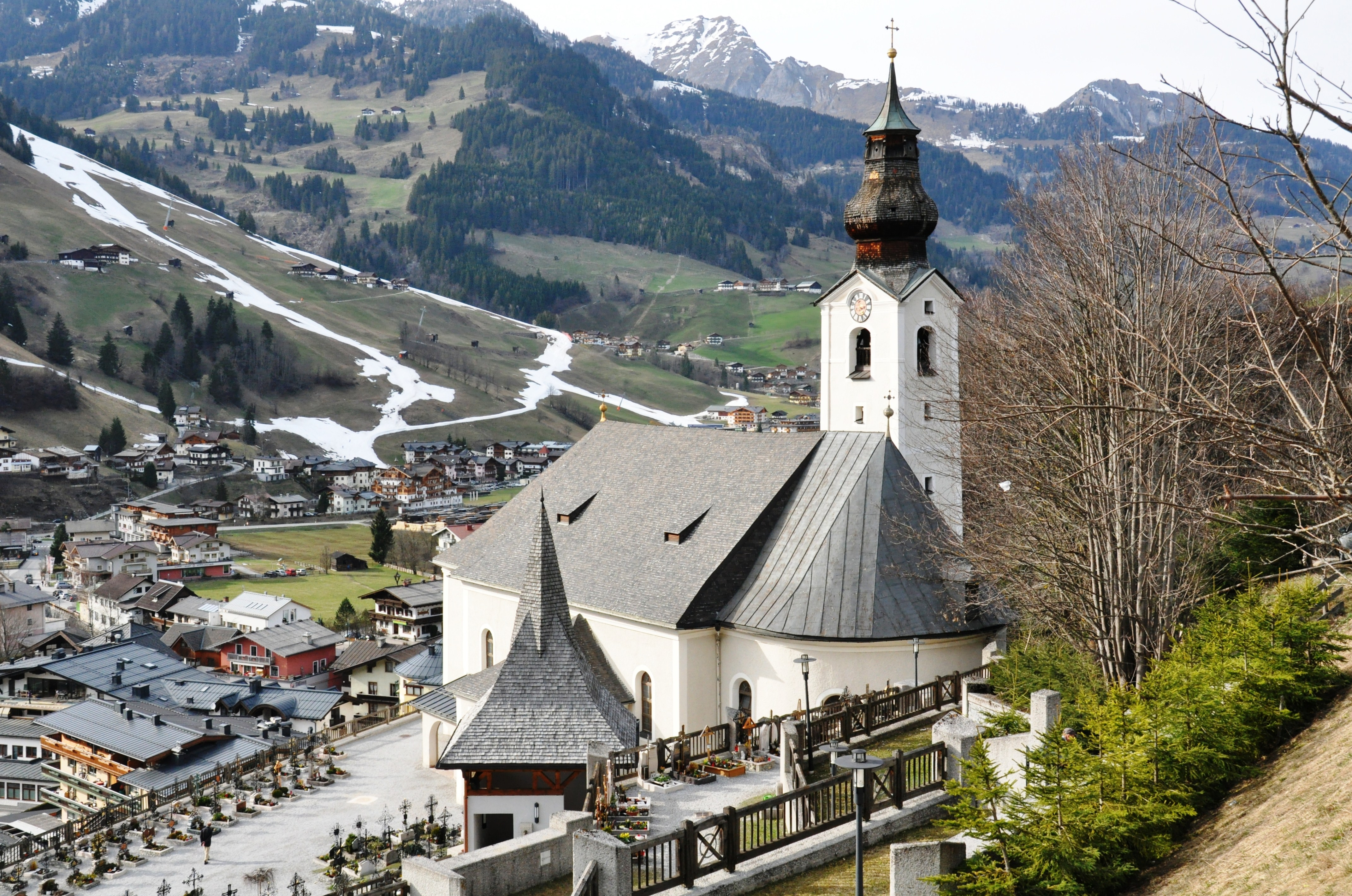
A Szt. Márton és Ulrik-plébániatemplom

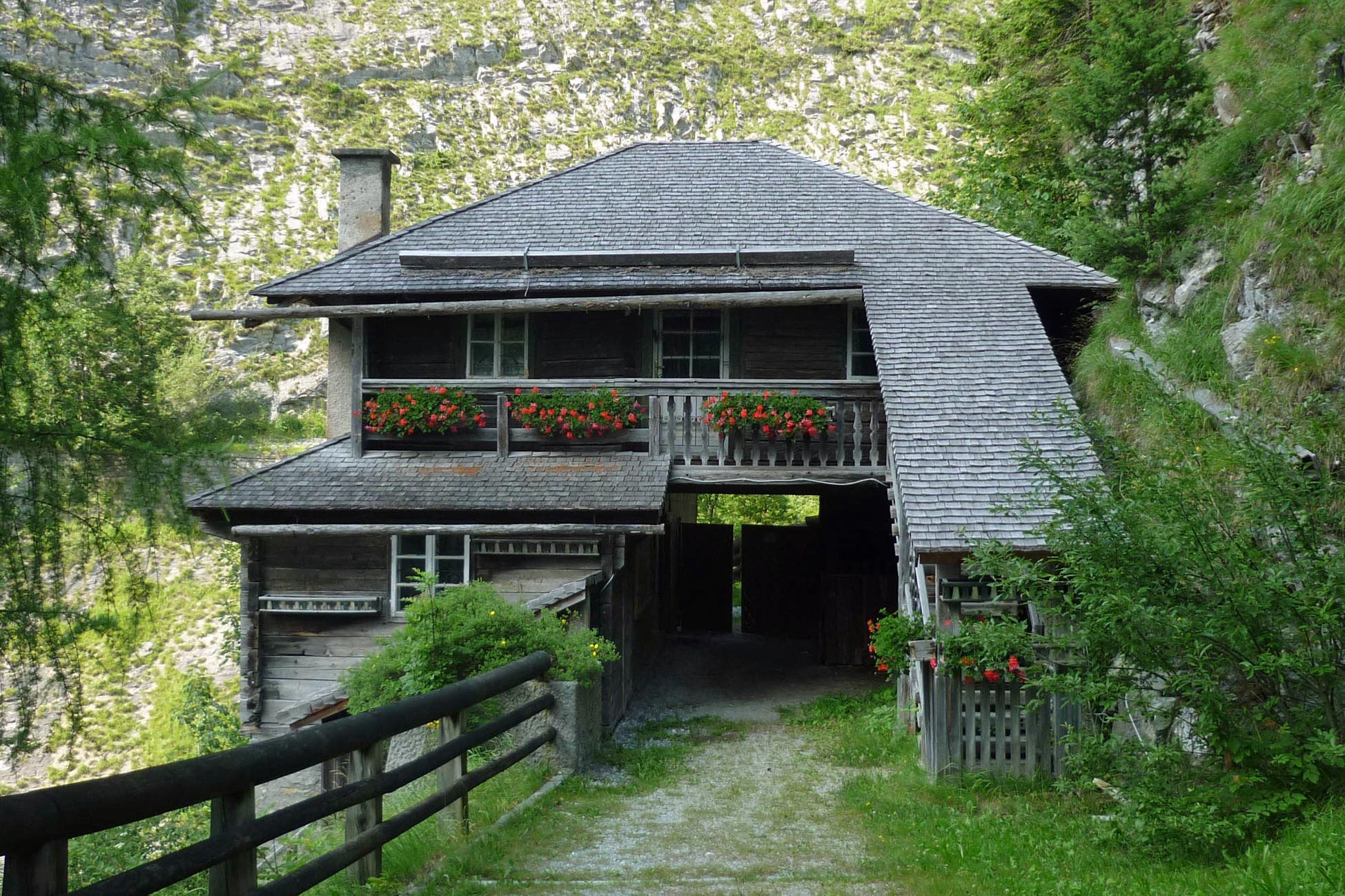
A volt vámház

Großarl a Magas-Tauern és Alacsony-Tauern hegységeket elválasztó Großarlbach folyó mentén fekszik. Legmagasabb pontja a 2467 méteres Gamskarkogel, a legalacsonyabb pedig a Liechtenstein-szurdok (710 m). Hüttschlag a Magas-Tauern Nemzeti Park településeinek egyike. Az önkormányzat 6 településrészt és falut egyesít (északról délre): Au, Schied, Unterberg, Großarl, Eben és Bach. 
A környező önkormányzatok: északra Sankt Johann im Pongau, északkeletre Wagrain, keletre Kleinarl, délkeletre Hüttschlag, délnyugatra Bad Gastein és Bad Hofgastein, nyugatra Dorfgastein, északnyugatra Sankt Veit im Pongau.

## Története
A Großarl-völgy csak a népvándorlás végén népesült be, amikor délről, Karintiából szlávok, valamivel később pedig északról bajorok érkeztek a térségbe. A helynevek egy része szláv eredetű. A völgyet írásban először 930-ban említi II. Adalbert salzburgi érsek egyik, birtokcseréről szóló oklevele. 1000 körül már érseki birtok volt. Az erdő kiirtása, legelők és szántóföldek létesítése a 12. század közepére fejeződött be. Az 1348-49-es nagy pestisjárvány a völgy lakosságát is súlyosan érintette, több tanya teljesen elnéptelenedett. 1399-ben Gregor érsek mezővárosi státuszt és évi 5 vásár tartására feljogosító kiváltságot adományozott Großarlnak. 1400 körül itt alapították meg az egyházközséget, amely az egész völgyre kiterjedt. A 15. században a völgy déli részén, Hüttschlagban bányákat nyitottak és a gazdasági fellendülés Großarlot is érintette. A bányászok körében teret hódított a reformáció, emiatt az ellenreformáció során és később is egy részüket elűzték a salzburgi érsek birtokairól. Még 1731-ben is 551 helyi protestánsnak (a lakosság majdnem negyedének) kellett elhagynia szülőföldjét és Északkelet-Németországba távoznia. 1803-ban az érsek birtokait szekularizálták és az osztrák állam vette át őket. A napóleoni háborúk nem érintették az eldugott alpesi völgyet. A bányászat a 19. század közepére abbamaradt, a lakosság egy része elvándorolt, a többiek mezőgazdaságból próbáltak megélni, viszonylag szűkösen. A gazdasági fellendülésre a második világháború után került sor, az idegenforgalom gyors növekedésével. 1962-ben a községet ismét mezővárosi rangra emelték.          

## Lakosság
A großarli önkormányzat területén 2017 januárjában 3825 fő élt. A lakosságszám 1900 óta gyarapodó tendenciát mutat. 2016-ban a helybeliek 92,5%-a volt osztrák állampolgár; a külföldiek közül 2,1% a régi (2004 előtti), 3,3% az új EU-tagállamokból érkezett. 1,6% a volt Jugoszlávia (Szlovénia és Horvátország nélkül) vagy Törökország, 0,5% egyéb országok polgára. 2001-ben a lakosok 95%-a római katolikusnak, 2,3% mohamedánnak, 0,9% pedig felekezet nélkülinek vallotta magát. Ugyanekkor 2 magyar élt a községben és a legnagyobb nemzetiségi csoportot a németek (96,9%) mellett a törökök alkották 1,2%-kal. 
A lakosság számának változása:

| 2016 | 3 802 |
| 2018 | 3 825 |

## Látnivalók
- a Szt. Márton és Ulrik-plébániatemplom késő barokk stílusú
- az 1680-ban épült, fagerendákból készült volt vámház
- a Großarltal–Dorfgastein síterep

## Híres großarliak
- Anton Sauter (1800–1881) botanikus, orvos

## Fordítás
- Ez a szócikk részben vagy egészben  a   Großarl című német Wikipédia-szócikk ezen változatának fordításán alapul.  Az eredeti cikk szerkesztőit annak laptörténete sorolja fel. Ez a jelzés csupán a megfogalmazás eredetét és a szerzői jogokat jelzi, nem szolgál a cikkben szereplő információk forrásmegjelöléseként.